# Loch Gairloch
Loch Gairloch of Gair Loch is een inham aan de westkust van Schotland. De inham is ongeveer 7 kilometer lang en ongeveer 2 kilometer breed. Op de noordelijke oevers van de inham ligt het dorpje Gairloch.